# Guy Stevens
Pour les articles homonymes, voir Stevens.
Guy Stevens né le 13 avril 1943 à East Dulwich (Londres) et mort le 29 août 1981 , est un producteur de musique britannique, ainsi que DJ et manager de groupe. Il a joué un rôle important dans la promotion de la musique R&B en Grande-Bretagne dans les années 1960, a donné aux groupes de rock Procol Harum et Mott the Hoople leurs noms distinctifs et a coproduit l'album de Clash London Calling en 1979, considéré comme un album majeur de l'histoire du rock.

## Jeunesse et de carrière
Stevens est né à East Dulwich, à Londres. Son père est mort quand il avait six ans et à l'âge de 11 ans, il a été inscrit au pensionnat de Woolverstone Hall près d'Ipswich. Après avoir été expulsé pour insoumission, il a commencé à travailler avec son frère dans l'industrie de l'assurance, en commençant en même temps une collection de disques de blues et de disques R&B, importés des États-Unis. Il s'est marié en 1962 et a eu un fils l'année suivante.
En 1963, il a commencé à animé une session hebdomadairee « R & B Disc Night » au Scene Club de Soho, dirigé par Ronan O'Rahilly. Il a à cette occasion fait décourvir de nombreux titres parfois obscurcs de Stax , Chess et Motown records, attirant un nombre croissant de mélomanes et musiciens mod, dont des membres de The Who, The Small Faces, The Yardbirds, The Rolling Stones et The Beatles. Stevens a rapidement commencé à compiler et à annoter des rééditions et des compilations de disques américains, en particulier pour EMI. Il a également commencé à écrire pour le Record Mirror, et a écrit les premiers profils de presse britanniques de musiciens tels que Muddy Waters et Howlin' Wolf.

## Sue et Island Records
Stevens a été approché par le directeur de la maison de disques Chris Blackwell en 1964 pour diriger le label Sue au Royaume-Uni, en tant que ramification d'Island Records. Il a pris la responsabilité de sortir une série de singles R&B à succès sur Sue au Royaume-Uni, y compris des disques d'Ike et Tina Turner, Rufus Thomas, Elmore James, Wilbert Harrison, Donnie Elbert, et Inez et Charlie Foxx. Il a également compilé et annoté les LP de la compilation The Sue Story.  Stevens a utilisé le label Sue pour sortir d'obscurs singles américains non seulement du groupe de labels US Sue, mais de nombreuses petites maisons de disques indépendantes, et certaines des plus grandes. Il est devenu très influent. Stevens a également été président de la Chuck Berry Appreciation Society et a eu son mot à dire dans les sorties britanniques que Pye International a publiées par Berry, Bo Diddley et d'autres sur les labels Chess et Checker. C'est Guy Stevens qui a amené Berry au Royaume-Uni pour sa première tournée après avoir payé sa caution pour le faire sortir de prison pour des infractions à la loi Mann.
Il se lance dans la production de disques à la suggestion de Blackwell en 1965, d'abord sur un single d'Alex Harvey, puis sur des albums live de Larry Williams et Lee Dorsey. L'année suivante, il est nommé responsable A&R chez Island Records. Sa première signature sur le label a été le groupe de Birmingham The VIPs , qui a rapidement changé son nom pour Art. Stevens a produit leurs premiers enregistrements, avant d'ajouter le claviériste Gary Wright pour devenir Spooky Tooth. Stevens a également dirigé et produit Hapshash and the Coloured Coa , une collaboration artistique et musicale entre le groupe Art et les designers Michael English et Nigel Waymouth, qui ont conduit à l'album "featuring the human host and the heavy metal kids".
Stevens a également présenté le parolier Keith Reid au claviériste Gary Brooker des Paramounts. Il les a encouragés à écrire ensemble et aurait commenté à Reid lors d'une fête qu'un ami était devenu « une teinte plus blanche de pâle ». La chanson résultante a été enregistrée par le groupe nouvellement formé de Brooker, nommé Procol Harum par Stevens, et – bien que refusée par Blackwell à Island – est devenue l'une des chansons déterminantes de l'époque.
En 1968, Stevens a été emprisonné pendant plusieurs mois pour des délits liés à la drogue, période au cours de laquelle sa collection de disques a été volée, entraînant une rupture. Cependant, à sa sortie, il est revenu chez Island Records et a produit des albums de Free, Mighty Baby et Heavy Jelly.

### Mott the Hoople
Alors qu'il travaillait pour Island, Stevens a joué un rôle fondamental dans la formation de Mott the Hoople . Le groupe s'appelait à l'origine « Silence », avec la formation de Stan Tippins au chant, Mick Ralphs à la guitare solo, Verden Allen aux claviers, Overend Watts à la basse et Dale Griffin à la batterie. Envisageant un groupe avec un son qui serait une combinaison des Rolling Stones et de Bob Dylan, Stevens a recruté et encadré Ian Hunter en tant que chanteur principal, et a rétrogradé Stan Tippins au rang de road manager. Stevens a également nommé le groupe d'après le roman de Willard Manus , qu'il avait lu en prison.
Stevens a été le manager de Mott et a produit leur premier album éponyme en 1969 et son suivi en 1970, Mad Shadows (1970). Après que Mad Shadows ait rencontré des ventes médiocres et des critiques négatives, Mott a renoncé aux services de Stevens et a produit son troisième album, Wildlife (1971), par eux-mêmes. Après l'échec commercial de cet album, Mott a re-recruté Stevens pour produire l'album Brain Capers (1971). Sur le point de se séparer en 1972, Mott a de nouveau laissé tomber Stevens et a signé avec la société MainMan de Tony DeFries. Le cinquième album de Mott, All the Young Dudes, a été produit par David Bowie.

## Activités ultérieures
Au milieu des années 1970, les activités de Stevens étaient devenues de plus en plus irrégulières en raison de son alcoolisme chronique .

### The Clash
En 1976, Stevens était présent, bien que pas clairement en tant que producteur, à une session de démonstration que The Clash a entreprise avant qu'ils ne soient signés. Mick Jones a rappelé que :
Lors de la séance, Guy était là pendant un moment, puis il s'est énervé à propos de quelque chose. Je pense que les autres gars, l'ingénieur du son Vic Smith et Chris Perry de Polydor, voulaient juste enregistrer une session de démonstration et l'amener à A&R et faire signer le groupe. Ils ne savaient pas comment traiter avec Guy, parce que tout avec Guy était comme un nombre majeur.
En 1979, le groupe recrute Stevens pour produire leur album London Calling. Le groupe lui-même a toujours considéré la contribution de Stevens comme un facteur majeur de la popularité et de la qualité de l'album. The Clash impliquait Stevens parce qu'ils reconnaissaient le rôle influent qu'il avait joué dans les fêtes britanniques du beat et du blues des années 1960. The Who, The Small Faces , The Rolling Stones et bien d'autres ont utilisé la connaissance de Stevens de la scène R&B et soul américaine comme source pour leur propre répertoire, ayant entendu parler de lui à travers son deejaying au New Scene Club. L'implication de Stevens dans la production de London Calling est largement explorée dans le livre de Marcus Grey, Route 19 Revisited: The Clash and the Making of London Calling (2012).

## Mort et héritage
Stevens est décédé à son domicile le 28 août 1981, à l'âge de 38 ans, après une surdose de médicaments sur ordonnance qu'il prenait pour réduire sa dépendance à l'alcool.
Plus tard cette année-là, The Clash a écrit une chanson en son honneur : "Midnight to Stevens". C'est une chanson luxuriante et radicale qui sonne comme presque tout ce que les Clash ont enregistré malgré le large éventail de styles sur Sandinista ! et Combat Rock. Il a finalement été publié en tant que face B d'un single Clash de 12 pouces à l'été 1982. Il a ensuite été réédité en 1991, lorsqu'il est apparu sur le troisième disque de la compilation Clash on Broadway.
L'implication de Stevens dans les débuts de la carrière de Mott the Hoople a été couverte dans le documentaire de 2011, The Ballad of Mott the Hoople.  Stevens a aussi produit le premier album de Free Tons of Sobs, le premier album éponyme de Mighty Baby, et le premier de Spooky Tooth , Supernatural Fairy Tales.
Un poème en hommage à Stevens a été inclus par Ian Hunter sur la feuille de paroles de son album CBS de 1983 All Of The Good Ones Are Taken, qui a conclu : « Je me souviens du gars avec les cheveux électriques à cette première répétition debout là. cœur - tu as donné ton âme. Que Dieu te bénisse, Guy - Rock n Roll! »
En s'évaluant, Stevens a déclaré : « Il n'y a que deux Phil Spectors dans le monde … et je suis l'un d'entre eux ! »
Son attitude en studio a déconcerté nombre de musiciens, Stevens aimant sautiller partout pendant les prises, à donner des directives farfelues et à casser des chaises. Au-delà de ces excentricités, il est apparu comme un technicien perfectionniste sachant canaliser les énergies des artistes et à élaborer des productions sonores des plus harmonieuses (notamment dans son travail de mixage).